# Ingenuin Lechleitner
Ingenuin Lechleitner (* 3. Februar 1676 in Grins; † 1. Juli 1731 in Innsbruck) war ein österreichischer Barockbildhauer.

## Leben
Lechleitner lernte die Bildhauerei bei Jakob Auer in Grins und beim kaiserlichen Hofkammerbildhauer Giovanni Stanetti in Wien, wo er auch von Giovanni Giuliani beeinflusst wurde. Durch die Heirat mit der Innsbrucker Bürgerstochter Anna Barbara Obermayr († 1748) im Jahr 1708 erlangte er das Innsbrucker Bürgerrecht und durfte in der Stadt eine Werkstatt eröffnen. Vom Statthalter Karl Philipp von der Pfalz-Neuburg wurde er zum Hofbildhauer ernannt. Er galt als fortschrittlichster Bildhauer seiner Zeit in Innsbruck. Zu seinen Hauptwerken zählen die skulpturale Ausstattung der Johanneskirche und des Alten Landhauses (zusammen mit Nikolaus Moll) in Innsbruck.

## Werke

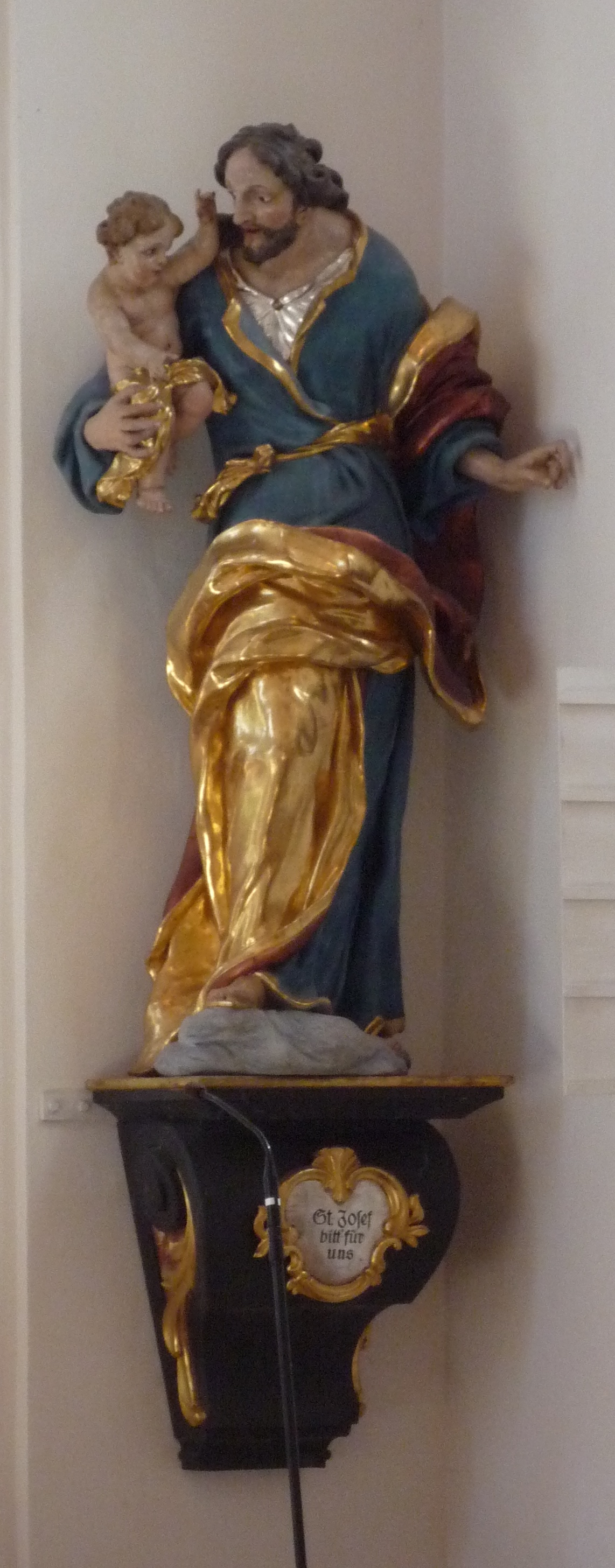
Statue des hl. Josef, Pfarrkirche Oetz, um 1720

- Brunnenfigur, Joachimsbrunnen, Waltherpark (ursprünglich in der Maria-Theresien-Straße), 1709 (zugeschrieben)[4]
- Statuen Maria und Josef am Triumphbogen, Pfarrkirche Oetz, um 1720[5]
- Statuen Maria, Johannes, Pfarrkirche Langesthei, um 1720 (zugeschrieben)[6]
- Götter- und Atlantenstatuen, Treppenhaus des Palais Tannenberg-Enzenberg, Innsbruck, 1719–1725[1]
- Giebelfigur Meinhard II., Stift Stams, 1721 (nicht erhalten)[7]
- Büsten von Zeus und Hera, Relief Tiroler Adler mit Landkarte, Treppenhaus des Alten Landhauses, Innsbruck, 1728[8]
- Putten mit Symbolen der vier Landstände, Sitzungssaal des Alten Landhauses, 1730/1731[8]
- Statue hl. Johannes Nepomuk am Hochaltar, Kruzifix, Fassadenfiguren, Johanneskirche, Innsbruck, um 1730
- Statuen Herklules mit Hydra, Flora und Pomona, Sternbachscher Garten, Mühlau